# Fernando Gomes (político)
Fernando Manuel dos Santos Gomes GCIH • GCM, conhecido como Fernando Gomes (Vila do Conde, Vila do Conde, 13 de abril de 1946), é um político português.

## Biografia
Licenciado em Economia pela Faculdade de Economia da Universidade do Porto, foi eleito deputado à Assembleia da República em todas as eleições realizadas a partir de 1979 nas listas do Partido Socialista do círculo eleitoral do Porto.
Entre 1974 e 1981 foi presidente da Câmara Municipal de Vila do Conde e foi secretário de Estado da Habitação e Urbanismo no IX Governo Constitucional (1983-1985). Foi eleito deputado ao Parlamento Europeu em 1986, sendo vice-presidente do grupo socialista e presidente da Comissão dos Assuntos Sociais e do Emprego.
Em 1989 foi eleito para a presidência da Câmara Municipal do Porto, cargo para o qual foi reeleito em 1993 e 1997. De entre as iniciativas desenvolvidas durante os seus mandatos, destacam-se a inauguração do Parque da Cidade (1993), a classificação do Centro Histórico do Porto como Património Cultural da Humanidade (1996) e a adjudicação da construção do Metro do Porto (1998).
Ainda no seu mandato na Câmara Municipal do Porto, foram desenvolvidos estudos sobre a reabilitação de mercados e feiras e respectivas evoluções recentes e previstas, dos 21 mercados e feiras da cidade do Porto, na valorização cultural, económica e social deste sector. Na sequência do projecto do Metro do Porto (designado por Metro Ligeiro do Porto), adjudica em 1996, o projecto de execução para a reabilitação do Mercado do Bolhão, concluído em 1998, mantendo as características de Mercado Aberto, a alma comercial da venda de produtos frescos, bem como a manutenção do comércio tradicional que nele existe, virado às ruas que o circunscrevem.
Interrompeu o último mandato na câmara, em 25 de Outubro de 1999, quando foi nomeado Ministro Adjunto (MA) e Ministro da Administração Interna (MAI) do XIV Governo Constitucional, cargo que manteve menos de um ano, até 14 de Setembro de 2000, altura em que foi exonerado e substituído por António José Seguro (MA) e Nuno Severiano Teixeira (MAI). Tentou regressar à presidência da Câmara do Porto, mas perdeu para Rui Rio, candidato do Partido Social Democrata, nas eleições autárquicas de 16 de Dezembro de 2001.
Manteve o seu lugar de deputado na Assembleia da República até Maio de 2005, quando foi nomeado administrador executivo da Galp, com os pelouros da Galp Power, empresa responsável pelos projectos das centrais de cogeração, e da Galp Exploração, empresa que gere a actividade de extracção de petróleo e que gere as concessões de poços em Angola e no Brasil. Foi-lhe também atribuída a empresa Sóturis que gere todo o património imobiliário da Galp.
Fernando Gomes é, também, professor catedrático convidado na Universidade Lusíada do Porto.

## Condecorações
Entre outras distinções, Fernando Gomes foi condecorado: 
- Grande-Oficial da Ordem de Orange-Nassau da Holanda (25 de Março de 1992)
- Grande-Oficial da Ordem Nacional do Cruzeiro do Sul do Brasil (22 de Agosto de 1994)
- Grã-Cruz da Ordem do Infante D. Henrique de Portugal (20 de Novembro de 1996)
- Comendador da Ordem Nacional da Legião de Honra de França (29 de Novembro de 1999)
- Cruz Vermelha da Benemerência de Portugal (...)
- Grã-Cruz da Ordem de Rio Branco do Brasil (...)
- Grã-Cruz do Mérito da Ordem do Mérito da República Federal da Alemanha (...)
- Grã-Cruz da Ordem do Mérito de Portugal (19 de Abril de 2005)